# Tandy Radio Shack TRS 80 Model II
Tandy Radio Shack TRS 80 MODEL II (TRS 80 MODEL II) је професионални рачунар, производ фирме Тенди (Tandy Radio Shack) који је почео да се израђује у САД током 1979. године.
Користио је Zilog Z80 A као централни микропроцесор а РАМ меморија рачунара TRS 80 MODEL II је имала капацитет од 32 / 64 KB зависно од модела.
Као оперативни систем коришћен је TRS-DOS.

## Детаљни подаци
Детаљнији подаци о рачунару TRS 80 MODEL II су дати у табели испод.
|                       |                                                                        |
| [ 1 ]                 |                                                                        |
| Произвођач            | Тенди                                                                  |
| Тип                   | професионални рачунар                                                  |
| Меморија              | 32 / 64 зависно од модела                                              |
| Поријекло             | Сједињене Америчке Државе                                              |
| Година                | 1979                                                                   |
| Тастатура             | тастатура са пуним помаком тастера, са одвојеном нумеричком тастатуром |
| Процесор              |                                                                        |
| Фреквенција процесора | 4                                                                      |
| RAM                   | 32 / 64 зависно од модела                                              |
| ROM                   |                                                                        |
| Текст                 | 40 x 24 / 80 x 24                                                      |
| Графика               | Нема, али 32 графичка симбола могу да симулирају графику               |
| Боја                  | монохроматски уграђени монитор                                         |
| Звук                  | непознато                                                              |
| Димензије             |                                                                        |
| Портови               |                                                                        |
| Оперативни систем     |                                                                        |